# 弗雷萨赫
弗雷萨赫是奥地利克恩顿州菲拉赫兰县的一个市镇。总面积38.8平方公里，总人口1249人，人口密度32.2人/平方公里（2011年）。